# Neolitsea arfakensis
Neolitsea arfakensis är en lagerväxtart som beskrevs av Kanehira & Hatusima. Neolitsea arfakensis ingår i släktet Neolitsea och familjen lagerväxter. Inga underarter finns listade i Catalogue of Life.